# Maurice Hurst Jr.
Maurice Roy Hurst Jr. (Canton, 9 maggio 1995) è un giocatore di football americano statunitense che milita nel ruolo di defensive tackle per i Cleveland Browns della National Football League (NFL).

## Carriera

### Oakland / Las Vegas Raiders
Hurst fu scelto dagli Oakland Raiders nel corso del quinto giro (140º assoluto) del Draft NFL 2018. Nel secondo turno della sua stagione da rookie fece registrare il suo primo sack contro i Denver Broncos. Due settimane dopo contro i Cleveland Browns ne mise a segno un altro sul quarterback Baker Mayfield nella vittoria per 45–42 ai tempi supplementari. Nella settimana 10 contro i Los Angeles Chargers fece registrare il suo terzo sack ai danni di Philip Rivers nella sconfitta per 20–6. Nella settimana 11 contro gli  Arizona Cardinals mise a segno un sack su Josh Rosen nella vittoria per 23–21.
Nella settimana 5 della stagione 2019 contro i Chicago Bears, Hurst mise a referto due sack sul quarterback Chase Daniel nella vittoria per 24–21. Nel nono turno contro i Detroit Lions recuperò un fumble di Matthew Stafford nella vittoria per 31–24. Nella settimana 11 contro i Cincinnati Bengals recuperò un fumble forzato dal compagno Maxx Crosby su Ryan Finley nella vittoria per 17–10. Nella settimana 14 contro i Tennessee Titans, Hurst fece registrare il suo primo intercetto ai danni di Ryan Tannehill e lo ritornò per 55 yard nella sconfitta per 42–2.
Hurst fu inserito nella lista riserve/COVID-19 il 6 ottobre 2020, tornando nel roster attivo il 20 ottobre. Il 15 aprile 2021 fu svincolato.

### San Francisco 49ers
Il 23 aprile 2021 Hurst firmò un contratto di un anno con i San Francisco 49ers. Il 1º Settembre 2021 fu inserito in lista infortunati. Tornò nel roster attivo il 2 ottobre.
Il 10 marzo 2022 Hurst rifirmò con i 49ers. Fu svincolato l’11 aprile ma firmò per un altro anno quello stesso giorno. Il 1º agosto 2022 fu inserito in lista infortunati per la lesione di un bicipite, chiudendo la sua stagione.

### Cleveland Browns
Il 18 marzo 2023 Hurst firmò un contratto di un anno con i Browns. Quell’anno dispute 13 partite, facendo registrare 22 tackle, 1,5 sack, 3 passaggi deviati e un intercetto.
Il 15 marzo 2024 Hurst rifirmò con i Browns.